# Way to Pekin
Way to Pekin est une ancienne course cycliste par étapes russe. Créée en 2006, la course a fait partie de l'UCI Europe Tour en 2007, puis de l'UCI Asia Tour en 2008. Elle a été organisée en prévision des Jeux olympiques de 2008 à Pékin. Elle n'est donc plus organisée depuis.

## Palmarès
- 2006 :  Alexander Erofeev
- 2007 :  Alexey Kunshin
- 2008 :  Sergey Firsanov